# Трей Ганн
Трей Ганн (англ. Trey Gunn; 13 грудня 1960) — американський музикант, відомий як учасник прогрок-гурту King Crimson, у якому він грав з 1994 по 2003 рік. Грає на гітарі Ворра та стіку Чепмена. Співпрацював з багатьма музикантами, зокрема з Робертом Фріппом, Девідом Сильвіаном, Верноном Рейдом, Джоном Полом Джонсом, Еріком Джонсоном, Майклом Бруком, Девідом Гайксом, Кіммо Похьоненом, Інною Желанною та багатьма іншими.

## Біографія
Уродженець Техасу, який проживає в Нью-Мексико. Ганн почав грати на класичному фортепіано у віці 7 років. Він також грав на електричній бас-гітарі, електричній та акустичній гітарі, клавішних та сенсорній гітарі. Він переїхав до Юджина, штат Орегон, і грав у панк-гуртах, паралельно здобуваючи ступінь з композиції класичної музики в Університеті Орегону. Потім він переїхав до Нью-Йорка і розпочав професійну музичну кар'єру.
Упродовж певного часу Ганн був учнем засновника Guitar Craft Роберта Фріппа і з'явився на кількох його записах, а також на записах League of Crafty Guitarists. З 1988 по 1991 рік він гастролював як гравець на стіку Чепмена у Великій Британії та Європі із Тоєю Вілкокс, Робертом Фріппом і Полом Бівісом (Paul Beavis).
Спочатку Ганн грав під назвою гурту Fripp, Fripp, який після другого туру став називатися Sunday All Over the World. У 1991 році гурт записав і випустив альбом під назвою Kneeling at the Shrine. Того ж року у складі Sunday All Over the World він також зіграв на стіку на сольному альбомі Тої Вілкокс Ophelia's Shadow, продюсером якого була Тоя. У 1996 році Тоя стала гостем на альбомі Ганна The Third Star.
У 1992 році Ганну запропонували створити спільний проєкт із Девідом Сильвіаном і Робертом Фріппом. Музиканти гастролювали Сполученими Штатами, Європою та Японією. Гурт випустив два альбоми: The First Day і Damage — живий запис із лондонського «Роял Альберт Холлу». У цей період Ганн також записав свій перший сольний альбом One Thousand Years.
У 1992 і 1993 роках разом із Фріппом, Бертом Лемсом (Bert Lams), Хідейо Морією (Hideyo Moriya) і Полом Річардсом (Paul Richards) (останні три є постійними музикантами гурту California Guitar Trio) Ганн гастролював і записувався як The Robert Fripp String Quintet.
У 1994 році Ганн приєднався до гурту King Crimson. Там він грав на стіку Чепмена, а пізніше на різних типах гітари Ворра. Він був частиною «подвійного тріо». У 1997 році King Crimson розбився на менші підгрупи, які дістали назву ProjeKcts. Ганн разом і Фріппом брав участь у всіх виступах і записах ProjeKcts. У 1999 році гурт перетворився на квартет — Белью, Фріпп, Ганн і Мастелотто. Він залишив King Crimson після туру «The Power to Believe» у 2003 році. За десять років роботи з гуртом він взяв участь у записі тридцяти трьох компакт-дисків King Crimson, двох DVD і в сотнях виступів.
Ганн виступав і робив записи з низкою інших музикантів: з Tool, Puscifer, Браяном Іно, Робертом Фріппом, Шоном Малоуном і Gordian Knot, Девідом Сильвіаном, Верноном Рейдом, Джоном Полом Джонсом, Еріком Джонсоном, Джеррі Мароттою, Аліче, Азам Алі, Меттом Чемберленом, Майклом Бруком, Біллом Ріфліном, Девідом Гайксом із Harmonic Choir та багатьма іншими. Ганн також випустив низку сольних альбомів як Трей Ганн і як лідер гурту The Trey Gunn Band.
Роки гри на інструментах із широким грифом, як-от гітара Ворра, вплинули на Ганна фізично: йому довелося шукати менш травмонебезпечні методи гри. Урешті-решт він почав грати, розташовуючи гітару в горизонтальному положенні на колінах.
Ганн також отримав чорний пояс з айкідо від Брюса Букмана і практикує бразильське Джіу-джитсу, маючи коричневий пояс 10th Planet Jiu Jitsu в Санта-Фе, штат Нью-Мексико.
У 2004 році Ганн зацікавився новими формами мистецтва. Він почав працювати над серією дитячих оповідань, дія яких відбувається в Африці, за мотивами вірша Грегорі Орра «Орфей і Еврідіка» (Orpheus & Eurydic).
У 2003 році Ганн разом із Джо Мендельсоном (Joe Mendelson) заснував мультимедійний гурт Quodia, і якому він співав частіше і менше грав на гітарі Ворра, ніж у попередніх проєктах. З концертами Quodia, на яких поєднуються жива музика, кіно та розповіді, Ганн далеко відійшов від своїх техаських коренів і відвідав Мексику, Аргентину, Чилі, Росію, Норвегію та інші країни.
У 2004 році Ганн разом із Петом Мастелотто почали співпрацювати з Кіммо Похьоненом і Самулі Косміненом, утворивши гурт KTU шляхом поєднання дуетів TU і Kluster. У 2012 році він почав працювати з Джеррі Мароттою в гурті The Security Project.
Ще в 1998 році в перервах між гастролями та записами Ганн почав працювати над музикою для телебачення, але лише у 2006 році ця робота почала набувати чітких обрисів. Відтоді він був музичним супервайзером фільму про незалежну музичну сцену Сіетла, а кінорежисер Павло Румінов звернувся до Ганна за допомогою в написанні музики до свого фільму «Мертві дочки». Музика Ганна до фільму Соні Лі Every Beautiful Thing (2015) отримала нагороду Moondance Film Festival за «кращу музику».
Окрім допомоги в управлінні лейблом 7d Media, Ганн працює як сольний музикант, композитор музики для кіно й телебачення, тренер музикантів у творчому процесі в Original Voice Coaching, а також бере участь у проєктах Tu-Ner разом із Патом Мастелотто та Маркусом Ройтером, TU, KTU, The Security Project, 3Below та Quodia.

## Дискографія[32]

### Сольні альбоми
- 1985: Playing with Borrowed Time[33] (касета)
- 1993: One Thousand Years[34] (DGM)
- 1996: The Third Star[35] (DGM)
- 1999: Raw Power[36]
- 2003: Untune The Sky[37] (компакт-диск/DVD) (збірка)
- 2008: Music for Pictures[38] (7d Media)
- 2010: Modulator[39] (7d Media)
- 2010: I'll Tell What I Saw[40] (збірка, 7d Media)
- 2011: The Third Star[41] (ремастер, 7d Media)
- 2015: The Waters, They Are Rising[42] (7d Media)
- 2020: Punkt 1[43] (7d Media)
- 2020: Firma[44] (7d Media)
- 2020: Life on Hisarü 9[45] (з Маркусом Ройтером, 7d Media)

### King Crimson
- 1994: VROOOM[46] (DGM)
- 1995: THRAK[47] (Virgin)
- 1995: B'Boom (Live in Argentina)[48] (DGM)
- 1996: THRaKaTTaK[49] (DGM)
- 1999: Deja VROOOM[50] (DVD, Virgin)
- 1999: The ProjeKcts[51] (4-дисковий бокс-сет, DGM)
- 1999: The Deception of the Thrush[en][52] (DGM)
- 2000: The ConstruKction of Light[53] (Virgin)
- 2002: Level Five[54] (DGM)
- 2003: The Power to Believe[55] (Sanctuary)
- 2003: Eyes Wide Open[en][56] (DVD, Sanctuary)
- 2017: THRAK[57] (16-дисковий бокс-сет, DGM)
- 2019: Heaven & Earth[en][58] (16-дисковий бокс-сет, DGM)
- 2019: The ReconstruKction of Light[59] (DGM)

### N.y.X
- 2009: Down in Shadows[60] (Electromantic)
- 2016: The News[61] (7d Media у співпраці з Bad Elephant Records)

### The Security Project
- 2016: Live 1[62] (7d Media)
- 2016: Live 2[63] (7d Media)
- 2018: CONTACT[64] (7d Media)
- 2019: Slowburn[65] (7d Media)

### The Trey Gunn Band
- 2000: The Joy of Molybdenum[66] (DGM)
- 2001: Live Encounter[67] (FWD)
- 2002: Road Journals[68] (компакт-диск, FWD)

### TU
- 2002: Thunderbird Suite[69] (Трей Ганн і Пет Мастелотто, FWD)
- 2004: Official Bootleg[70] (Трей Ганн і Пет Мастелотто, 7d Media)
- 2003: TU[71] (Трей Ганн і Пет Мастелотто, 7d Media)
- 2011: Live in Russia[72] (Трей Ганн і Пет Мастелотто, 7d Media)

### KTU
- 2005: 8 Armed Monkey[en][73] (Rockadillo)
- 2009: Quiver[en][74] (7d Media)

### Tu-Ner
- 2023: Contact Information[75] (7d Media)
- 2024: Tu-Ner for Lovers[76] (7d Media)

### Трей Ганн, Роберт Фріпп, Девід Сильвіан
- 1993: The First Day[en][77] (Virgin)
- 1994: Damage: Live[en][78] (live, Virgin)
- 1994: Darshan[79] (Virgin)

### Спільні роботи
- 1994: Dream[80] (У. Шрінівас[en] і Майкл Брук, Real World)
- 1994: The Woman's Boat[en][81] (Тоні Чайлдс[en], (Geffen)
- 1996: Charade[en][82] (Аліче[en], Warner Brothers)
- 1999: The Repercussions of Angelic Behavior[83] (Білл Ріфлін[en], Роберт Фріпп, Трей Ганн)
- 1999: Zooma[84] (Джон Пол Джонс, DGM)
- 2003: Birth of a Giant[85] (Білл Ріфлін[en], FWD)
- 2005: Matt Chamberlain[86] (Метт Чемберлен, Web of Mimicry)
- 2006: Elysium for the Brave[en][87] (Азам Алі, Six Degrees)
- 2007: The Best / 10 Лет (Інна Желанна & Farlanders[88], (Nikitin)
- 2007: "V" Is for Vagina[en][89] (Puscifer, Puscifer Entertainment)
- 2008: Radiation[90] (UKZ[en], Globo)
- 2009: Кокон[ru][91] (Інна Желанна, Inasound)
- 2011: Grace for Drowning[en][92] (Стівен Вілсон, Kscope)
- 2011: Invisible Rays[93] (Морган Огрен[en], Генрі Кайзер[en], Трей Ганн, 7d Media)
- 2012: Recidivate[94] (Пет Мастелотто, 7d Media)
- 2013: The Veneer of Logic[95] (Матте Гендерсон, 7d Media)
- 2014: Music from an Expanded Universe[96] (Леон Альварадо, Melodic Revolution)

### Книги
- King Crimson — The Discipline Era Transcrptions, 2020 (7d Media)[97]
- King Crimson — THRAK — Full Band Transcriptions (with Gabriel Riccio) 2017 (7d Media)[98]
- Scores — Trey Gunn, 2014 (7d Media)[99]